# Khampheng Sayavutthi
Khampheng Sayavutthi sinh ngày 19 tháng 7 năm 1986 tại Viêng Chăn, là một cầu thủ bóng đá Lào, người đã chơi cho YOTHA FC (MCTPC FC) ở Lào League, giải đấu cao nhất của bóng đá Liên đoàn Lao, và đội tuyển quốc gia Lào. Anh hiện bị AFC cấm thi đấu vĩnh viễn do cố tình dàn xếp tỷ số vào năm 2017.

## Sự nghiệp quốc tế

### Bàn thắng quốc tế
| #   | Ngày                 | Địa điểm                                                  | Đối thủ      | Bàn thắng | Kết quả | Giải đấu                         |
| --- | -------------------- | --------------------------------------------------------- | ------------ | --------- | ------- | -------------------------------- |
| 1.  | 3 tháng 7 năm 2011   | Sân vận động Quốc gia Lào mới, Viêng Chăn, Lào            | Campuchia    | 2–0       | 6–2     | Vòng loại World Cup 2014         |
| 2.  | 11 tháng 10 năm 2012 | Sân vận động Thuwunna, Yangon, Myanmar                    | Brunei       | 2–1       | 3–1     | Vòng loại AFF Cup 2012           |
| 3.  | 25 tháng 11 năm 2012 | Sân vận động Quốc gia Bukit Jalil, Kuala Lumpur, Malaysia | Indonesia    | 1–0       | 2–2     | AFF Cup 2012                     |
| 4.  | 1 tháng 12 năm 2012  | Sân vận động Shah Alam, Shah Alam, Malaysia               | Singapore    | 1–0       | 3–4     | AFF Cup 2012                     |
| 5.  | 1 tháng 12 năm 2012  | Sân vận động Shah Alam, Shah Alam, Malaysia               | Singapore    | 3–4       | 3–4     | AFF Cup 2012                     |
| 6.  | 6 tháng 3 năm 2013   | Sân vận động Quốc gia Lào mới, Viêng Chăn, Lào            | Afghanistan  | 1–0       | 1–1     | Vòng loại Cúp Challenge AFC 2014 |
| 7.  | 20 tháng 5 năm 2014  | Sân vận động bóng đá Addu, Thành phố Addu, Maldives       | Turkmenistan | 1–0       | 1–5     | Cúp Challenge AFC 2014           |
| 8.  | 12 tháng 10 năm 2014 | Sân vận động Quốc gia Lào mới, Viêng Chăn, Lào            | Campuchia    | 2–0       | 3–2     | Vòng loại AFF Cup 2014           |
| 9.  | 12 tháng 10 năm 2014 | Sân vận động Quốc gia Lào mới, Viêng Chăn, Lào            | Campuchia    | 3–2       | 3–2     | Vòng loại AFF Cup 2014           |
| 10. | 14 tháng 10 năm 2014 | Sân vận động Quốc gia Lào mới, Viêng Chăn, Lào            | Brunei       | 3–1       | 4–2     | Vòng loại AFF Cup 2014           |
| 11. | 22 tháng 11 năm 2014 | Sân vận động Quốc gia Mỹ Đình, Hà Nội, Việt Nam           | Philippines  | 1–0       | 1–4     | AFF Cup 2014                     |
| 12. | 28 tháng 11 năm 2014 | Sân vận động Hàng Đẫy, Hà Nội, Việt Nam                   | Indonesia    | 1–2       | 1–5     | AFF Cup 2014                     |
| 13. | 11 tháng 6 năm 2015  | Sân vận động Quốc gia Lào mới, Viêng Chăn, Lào            | Myanmar      | 1–0       | 2–2     | Vòng loại World Cup 2018         |
| 14. | 11 tháng 6 năm 2015  | Sân vận động Quốc gia Lào mới, Viêng Chăn, Lào            | Myanmar      | 2–1       | 2–2     | Vòng loại World Cup 2018         |
| 15. | 13 tháng 10 năm 2015 | Sân vận động Suphachalasai, Băng Cốc, Thái Lan            | Myanmar      | 1–0       | 1–3     | Vòng loại World Cup 2018         |